# Gościno (gemeente)
De gemeente Gościno is een gemeente in powiat Kołobrzesk. Aangrenzende gemeenten:
- Dygowo, Kołobrzeg, Rymań en Siemyśl (powiat Kołobrzeski)
- Karlino (powiat Białogardzki)
- Sławoborze (powiat Świdwiński)

De zetel van de gemeente is in het dorp Gościno.
De gemeente beslaat 16,0% van de totale oppervlakte van de powiat.

## Demografie
De gemeente heeft 6,8% van het aantal inwoners van de powiat.

## Plaatsen
- Gościno (Duits Groß Jestin, dorp)

Administratieve plaatsen (sołectwo) van de gemeente Gościno:
- Dargocice, Karkowo, Mołtowo, Myślino, Ołużna, Pławęcino, Pobłocie Małe, Ramlewo, Robuń, Wartkowo en Ząbrowo.

Zonder de status sołectwo: Gościno-Dwór, Jarogniew, Jeziorki, Kamica, Lubkowice, Sikorzyce, Skronie, Wierzbka Dolna, Wierzbka Górna